# Никонов, Андрей Николаевич
Андре́й Никола́евич Ни́конов (1896—1939) — советский хозяйственный, государственный и политический деятель.

## Биография
Родился в 1896 году в деревне Горка. Член ВКП(б) с 1918 года.
С 1913 года — на хозяйственной, общественной и политической работе. В 1913—1938 годах — сторож речного затона, участник Первой мировой войны, председатель Каргопольской уездной ЧК, уездного СНХ, член коллегии Вологодской губернской ЧК, начальник Никопольского боевого участка, военком Никопольского уезда Екатеринославской губернии, заместитель военкома, военком Запорожского округа, инструктор Запорожского окружкома КП(б)У, заведующий партийным отделом газеты «Восточно-Сибирская правда», ответственный секретарь Нерчинского райкома ВКП(б), в ГУГБ НКВД СССР, начальник УНКВД Калининской области.
Избирался депутатом Верховного Совета РСФСР 1-го созыва.
Расстрелян в 1939 году.